# Krivaja (Bačka)
Krivaja (mađ. Bács-ér) je rijeka u Bačkoj. Često ju se zamijeni za rječicu Dolac koji je nešto zapadnije. Krivaja je desni pritok Velikog bačkog kanala.
Ime je dobila po tom što je njen tok krivudav, posebice u donjem dijelu.
Izvire kod Male Bosne i Metkovićeva kraja, na području Telečke, no točno lociranje je skoro nemoguće, što je čest problem kad se pokušava locirati izvore ravničarske vodotokove. Nekoliko potoka se sastaje na tom prostoru. Neki autori početak Krivaje uzimaju za mjesto sastajanja tih potoka jugozapadno od Žednika, od kojih je najduži potok Pavlovac.
Što se tiče pouzdanog dijela toka, može se reći da cijelim svojim tokom teče kroz Vojvodinu i time je najdulja takva rijeka. Površina njena slijeva je 956 km². Pripada crnomorskom slijevu.
Izvorni tok Krivaje današnji je rukavac, potok koji teče kroz Bajmak.
K jugu teče pored Jožina Sela, Pavlovca, Čovićevih salaša, prolazi ispod ceste između Male Pešte (istočno od Đurđina) i Žednika. Kod mjesta Kočande, na pola puta između Žednika i Malog Beograda, u Krivaju se ulijeva rječica Dolac.
Dalje Krivaja teče prema jugu pored sela Malog Beograda i Zobnatice. Na tom je dijelu njena toka Krivaja umjetno pregrađena. Tim je pregrađivanjem stvoreno Zobnatičko jezero, dugo 5,5 km. Priobalje tog jezera s ergelom u Zobnatici turistički je potencijal. Dalje rijeka teče kroz Topolje.
Nakokn Topolja teče prema jugozapadu. Kod Bajše opet krivuda, ovog puta prema jugoistoku. Do ove točke tekla je pješčarskim dijelom Bačke, a poslije je u ravničarskom dijelu središnje Bačke. Dalje teče pored Malog Iđoša, Lovćenca i Feketića. Zadnjih 33 km do ušća izrazito meandrira.
Ulijeva se u Veliki bački kanal kod Sv. Tome (Sentomaša) i Turije. Ušće je na 76 m nadmorske visine.